# Il re pastore
Il re pastore, K. 208 (Le Roi berger), est un opéra composé par Wolfgang Amadeus Mozart sur un livret italien adapté d'un premier livret de Métastase. La première eut lieu le 23 avril 1775 à Salzbourg.
L'opéra fut commandé pour une visite à Salzbourg de l'archiduc Maximilien Franz, fils de l'impératrice Marie-Thérèse. Mozart le composa en six semaines et il fut joué au palais de l'archevêque Colloredo.
Mozart (âgé de 19 ans à l'époque) et son père avaient assisté à une représentation à Londres de l'opéra Il re pastore de Felice Giardini, pour lequel Métastase avait écrit un livret en 1751 ; l'adaptation de Mozart ne comporte que deux actes au lieu de trois dans l'opéra de Giardini et plusieurs changements importants furent faits. Chacun des deux actes dure environ une heure. 
L'opéra Il re pastore traite essentiellement du conflit entre les raisons de l'amour et celles du devoir, notamment parmi les personnes de pouvoir (d'où la question fondamentale : qu'est-ce qu'un bon roi ? comment doit-il se conduire ?). Ce conflit est illustré par des personnages tiraillés entre deux aspirations, qui devront faire des choix et déterminer ce qui est le plus important, un peu comme dans certaines tragédies classiques, bien que le dénouement de l'opéra Il re pastore ne soit pas un dénouement tragique. 
Cet opéra se rapproche ainsi d'Idomeneo, re di Creta, l'opéra suivant de Mozart, composé en 1781, après une interruption de sa production pour la scène de six ans, mais sans doute plus encore de La clemenza di Tito, où l'on s'interroge de nouveau sur les qualités d'un bon roi.

## Rôles
| Rôles                                                                                    | Tessitures      | Première, 23 avril 1775                    |
| ---------------------------------------------------------------------------------------- | --------------- | ------------------------------------------ |
| Aminta, berger, héritier du trône de Sidon, dont le véritable nom royal est "Abdolonimo" | soprano castrat | Tommaso Consoli                            |
| Elisa, bergère                                                                           | soprano         | Maria Anna Fesemayr                        |
| Tamiri, fille de l'ancien tyran Straton décédé                                           | soprano         | Maria Magdalena Lipp/Maria Anna Braunhofer |
| Agénor, aristocrate de Sidon                                                             | ténor           | Felix Hofstätter                           |
| Alexandre, roi de Macédoine                                                              | ténor           | Franz Anton Spitzeder                      |

## Numéros musicaux
Acte I
- n° 1 « Intendo, amico rio » - Aminta
- n° 2 « Alla selva » - Elisa
- n° 3 « Aer tranquillo » - Aminta
- n° 4 « Si spande al sole in faccia » Alexandre
- n° 5 « Per me rispondete » - Agénor
- n° 6 « Di tante sue procelle » - Tamiri
- n° 7 Duo « Che m'affretti a lasciarti » - Aminta-Elisa

Acte II
- n° 8 « Barbaro, oh Dio ! » - Elisa
- n° 9 « Se vincendo » - Alexandre
- n° 10 « L'amerò » - Aminta
- n° 11 « Se tu di me fai dono » - Tamiri
- n° 12 « Sol può dir » - Agénor
- n° 13 « Voi che fausti » - Alexandre
- n° 14 « Viva l'invitto duce » - Finale